# Asesinato de Rafael Padura de 1984
El asesinato de Rafael Padura de 1984 fue un atentado terrorista del GRAPO que tuvo lugar el 5 de septiembre de 1984 en Sevilla, España.

## Ataque
Los dos terroristas acudieron a las 11:00 del miércoles 5 de septiembre de 1985 al local Artes Gráficas Padura en la céntrica calle Luis Montoto y preguntaron por el dueño, que no se encontraba en el local. Regresaron a la media hora y esta vez sí localizaron a su objetivo. Uno amenazó a los empleados y el otro disparó mortalmente a Rafael Padura.

## Víctima
Fue muerto Rafael Padura Rodríguez, de 37 años y con dos hijos de 9 y 11 años. Era empresario de artes gráficas y, entre otros cargos en organizaciones empresariales, presidente de la Confederación de Empresarios Sevillanos (CES). En 2001 le fue concedida la Gran Cruz de la Real Orden de Reconocimiento Civil a las Víctimas del Terrorismo.

## Consecuencias
La sociedad sevillana quedó conmocionada por el atentado. En 1985 Sebastián Rodríguez Veloso, conocido como Chano Rodríguez, fue condenado por el asesinato de Padura. Cumplió seis años de cárcel, de los 85 a los que fue sentenciado, al ser indultado en 2007 por el gobierno de José Luis Rodríguez Zapatero por el pago de las indemnizaciones a sus víctimas y el arrepentimiento, que los familiares de Padura denominaron como oportunista.
Desde 2006 la CES entrega anualmente los premios Rafael Padura.